# Oscar Peter Oxholm Tillisch
Oscar Peter Oxholm Tillisch (født 6. marts 1960 på Øbjerggård) er en dansk godsejer og hofjægermester.
Han er søn af Erik Tillisch (1925-2007) og Elsa Sonja Sigrid Oxholm (1929-1991). I 1991 overtog han Rosenfeldt, og i 1995 købte han af sin far Øbjerggård i Køng. I 2003 blev han udnævnt til hofjægermester. Han er også løjtnant af reserven i Hæren.
Tillisch er gift (Herlufsholm Kirke) med Tinna Birgitte Weirsöe (født 24. juni 1960 i Roskilde).